# بروشکوو
بروشکوو (به لهستانی:  Broszków) یک روستا در لهستان است که در گمینا کوتونگ واقع شده‌است. بروشکوو ۵۵۰ نفر جمعیت دارد و ۱۵۵ متر بالاتر از سطح دریا واقع شده‌است.